# Rubiana
Rubiana é uma comuna italiana da região do Piemonte, província de Turim, com cerca de 2.048 habitantes. Estende-se por uma área de 26,77 km², tendo uma densidade populacional de 76,5 hab/km². Faz fronteira com Viù, Condove, Val della Torre, Caprie, Villar Dora, Almese.

## Demografia
| Variação demográfica do município entre 1861 e 2011                               |
|                                                                                   |
| Fonte: Istituto Nazionale di Statistica (ISTAT) - Elaboração gráfica da Wikipedia |